# Galeottiellinae
Galeottiellinae – podplemię roślin z rodziny storczykowatych (Orchidaceae). Takson monotypowy obejmujący jeden rodzaj Galeottiella występujący w Ameryce Środkowej.

## Systematyka
Podplemię sklasyfikowane do plemienia Cranichideae z podrodziny storczykowych (Orchidoideae) w rodzinie storczykowatych (Orchidaceae), rząd szparagowce (Asparagales) w obrębie roślin jednoliściennych.